# Jonathan Harvey (Politiker)

Jonathan Harvey

Jonathan Harvey (* 25. Februar 1780 in Sutton, Merrimack County, New Hampshire; † 23. August 1859 in North Sutton, New Hampshire) war ein US-amerikanischer Politiker. Zwischen 1825 und 1831 vertrat er den Bundesstaat New Hampshire im US-Repräsentantenhaus.

## Werdegang
Jonathan Harvey war der ältere Bruder von Matthew Harvey (1781–1866), der zwischen 1821 und 1825 ebenfalls für New Hampshire als Abgeordneter im Kongress saß. Er besuchte die öffentlichen Schulen seiner Heimat und wurde danach in der Landwirtschaft tätig. Außerdem begann er eine politische Laufbahn.
Zwischen 1811 und 1816 sowie von 1831 bis 1834 und nochmals von 1838 bis 1840 war er Abgeordneter im Repräsentantenhaus von New Hampshire. Dazwischen gehörte er von 1816 bis 1823 dem Staatssenat an; ab 1817 war er Präsident dieses Gremiums. Von 1823 bis 1825 war Harvey auch Mitglied im Regierungsrat (Executive Council) seines Staates. Nach der Auflösung der Demokratisch-Republikanischen Partei Mitte der 1820er Jahre schloss sich Harvey dem späteren Präsidenten Andrew Jackson an und wurde Mitglied der von diesem gegründeten Demokratischen Partei.
Bei den Kongresswahlen des Jahres 1825, die staatsweit abgehalten wurden, wurde er für das vierte Abgeordnetenmandat von New Hampshire in das US-Repräsentantenhaus in Washington, D.C. gewählt, wo er am 4. März 1825 die Nachfolge von Aaron Matson antrat. Nach zwei Wiederwahlen konnte er bis zum 3. März 1831 drei zusammenhängende Legislaturperioden im Kongress absolvieren. Während seiner Amtszeit im Kongress kam es zu heftigen Auseinandersetzungen zwischen den Anhängern von Jackson und denen von Präsident John Quincy Adams. In Harveys letzter Amtszeit (1829–1831) begannen im Kongress die Diskussionen um die Politik des gleichzeitig gewählten Präsidenten Andrew Jackson.
Im Jahr 1830 verzichtete Jonathan Harvey auf eine weitere Kandidatur. Er zog sich aus der Politik zurück und widmete sich auf seiner Farm in North Sutton der Landwirtschaft. Dort ist er im August 1859 auch verstorben.